# Epipremnum aureum 'Neon'

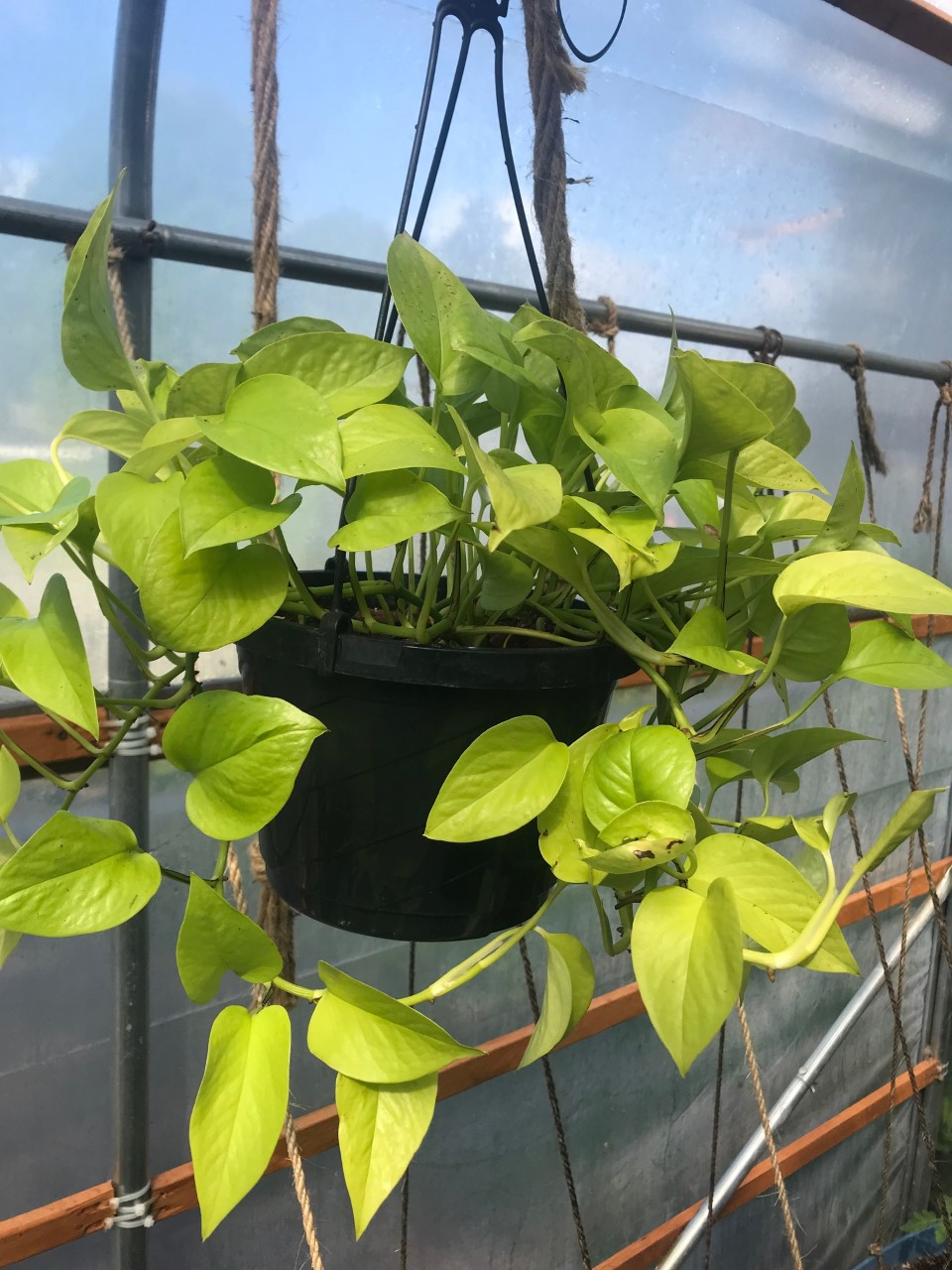
Pipremnum aureum 'Neon en panier de culture dans une serre à Québec.

Epipremnum aureum 'Neon' est un cultivar d'Epipremnum, une plante épiphyte faisant partie de la famille des Aracées.

## Description
Ce cultivar se caractérise par la couleur de ses feuilles. En effet, les feuilles et tiges de ce cultivar sont d'une couleur plus lime, pouvant tirer vers le jaune. C'est donc pour cette raison que son cultivar est appelé Neon (néon en français). La forme, la grosseur et les autres caractéristiques (excepté la couleur) du cultivar restent cependant fidèles à l'espèce originale, soit Epipremnum aureum.

## Entretien
Ce cultivar fait partie d'un des 4 premiers cultivars d'Epipremnum aureum (soit Marble Queen, Golden, Jade et Neon). C'est pour cette raison qu'il est comme les trois autres, très polyvalent et facile à entretenir.
Comme tous les Epipremnum (de leur nom vernaculaire Pothos), il est très facile d'entretien et plaira à tous ceux qui aiment les plantes d'intérieur. C'est une plante très robuste, qui vit bien avec de la lumière indirecte mais tolère aussi très bien la lumière directe. Tous comme Epipremnum aureum 'Marble Queen', il a besoin d'un peu plus de lumière que les cultivars Jade et Golden, car ce cultivar a moins de chlorophylle et fait donc un peu moins de photosynthèse que ses deux congénères.

## Confusion
Ce cultivar peut être confondu avec Epipremnum aureum 'Golden' lorsqu'il ne reçoit pas assez de lumière.